# Pol Havas
Pol Havas (en persan : پل هواس romanisé en Pol Havās et en Pel Havās et également connu sous le nom de Bolhavāz) est un village de la province de Kermanshah en Iran. Lors du recensement de 2006, sa population était de 117 habitants pour 25 familles.